# Emil Reinke (Fußballspieler)
Emil Reinke war ein deutscher Fußballspieler.

## Karriere
Reinke gehörte dem Berliner TuFC Union 92 als Mittelfeldspieler an, für den er in den Spielzeiten 1904/05 und 1905/06 in den vom Verband Berliner Ballspielvereine durchgeführten Berliner Meisterschaften zum Einsatz kam und diese 1905 auch gewann. Infolgedessen war seine Mannschaft für die Endrunde um die Deutsche Meisterschaft berechtigt. Er bestritt sowohl das am 4. Juni 1905 in Leipzig mit 5:2 gegen den Dresdner SC gewonnene Halbfinale, als auch das am 11. Juni in Köln mit 2:0 gegen den Karlsruher FV gewonnene Finale. Zur Saison 1906/07 wechselte er zum BTuFC Viktoria 89, mit dem er als Stürmer 1907 die Berliner Meisterschaft gewann. In der sich anschließenden Endrunde um die Deutsche Meisterschaft kam er dreimal zum Einsatz: im Viertelfinale am 21. April 1907 in Berlin beim 2:1-Sieg über den SC Schlesien Breslau, im Halbfinale am 9. Mai 1907 in Hamburg beim 4:1-Sieg gegen den FC Victoria Hamburg, bei dem ihm das Tor zum Endstand in der 90. Minute gelang, und am 19. Mai 1907 in Mannheim bei der 1:3-Finalniederlage gegen den Freiburger FC.

## Erfolge
Berliner TuFC Union 92
- Berliner Meister 1905
- Deutscher Meister 1905

BTuFC Viktoria 89
- Berliner Meister 1907
- Zweiter der Deutschen Meisterschaft 1907